# Phelsuma antanosy
Phelsuma antanosy is een hagedis die behoort tot de gekko's. Het is een van de soorten madagaskardaggekko's uit het geslacht Phelsuma.

## Naam en indeling
De wetenschappelijke naam van de soort werd voor het eerst voorgesteld door Christopher J. Raxworthy en Ronald A. Nusbaum in 1993.

## Uiterlijke kenmerken
Phelsuma antanosy bereikt een kopromplengte tot 4,8 centimeter en een totale lichaamslengte inclusief de staart tot 13 cm. De hagedis heeft een groene kleur en heeft een vage tekening en geen strepen zoals bij andere soorten voorkomt. Het aantal schubbenrijen op het midden van het lichaam bedraagt 78 tot 98.

## Verspreiding en habitat
De soort komt voor in delen van Afrika en leeft endemisch in zuidoostelijk Madagaskar. De habitat bestaat uit vochtige tropische en subtropische laaglandbossen. De soort is aangetroffen van zeeniveau tot op een hoogte van ongeveer 300 meter boven zeeniveau.

## Beschermingsstatus
Door de internationale natuurbeschermingsorganisatie IUCN is de beschermingsstatus 'ernstig bedreigd' toegewezen (Critically Endangered of CR).